# Terry Sanderson

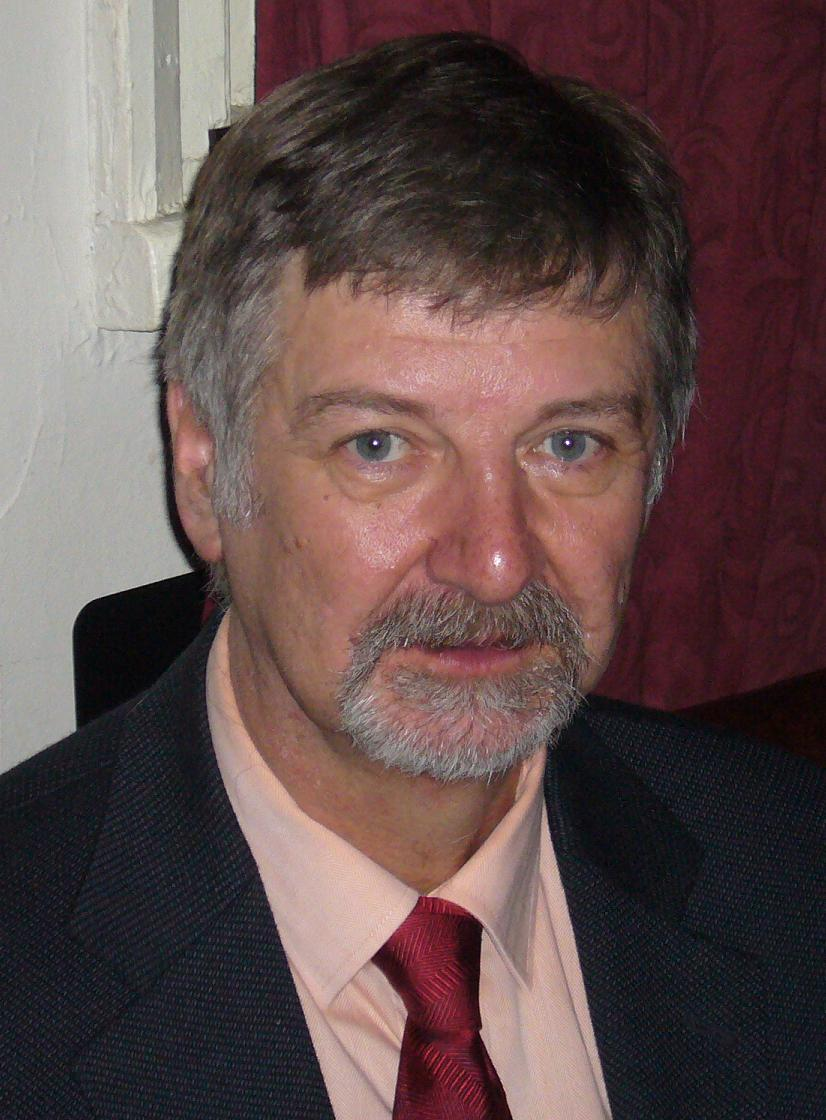
Terry Sanderson

Terry Sanderson (* 1946 in Maltby, South Yorkshire, England; † 12. Juni 2022) war ein führender britischer Säkularist und zugleich Aktivist der Homosexuellenbewegung. Er war Autor und Journalist. Sanderson war von 2006 bis 2017 Präsident der National Secular Society (NSS) und langjähriger Kolumnist der Gay Times.

## Leben
Sanderson wurde 1946 in eine Bergbaufamilie in Maltby in der englischen Grafschaft South Yorkshire geboren. Er outete sich im Alter von 17 Jahren als homosexuell. Seine Eltern erfuhren davon, als sie ein Interview Sandersons in einer Lokalzeitung lasen, in dem er über eine Kampagne für Gleichberechtigung für Homosexuelle sprach. Nachdem Sanderson in den frühen 1970er Jahren nach London gezogen war, arbeitete er unter anderem für Woman’s Own. Sanderson starb am 12. Juni 2022 im Alter von 75 Jahren an den Folgen einer langjährigen Krebserkrankung und hinterließ seinen Lebenspartner Keith Porteous Wood, Präsident der National Secular Society seit 2017, mit dem er 40 Jahre zusammengelebt hatte.

## Werk
- The Gay Man's Kama Sutra (2003). London: Carlton Books.  ISBN 978-1-84222-794-7.
- Assertively Gay: how to build gay self-esteem (1997). 2nd revised edition. London: The Other Way Press. ISBN 978-0-948982-10-1.
- The Potts Papers (1996). London: The Other Way Press. ISBN 0-948982-09-8.
- Mediawatch: treatment of male and female homosexuality in the British media (1995). London: Continuum International Publishing. ISBN 978-0-304-33186-4.
- Stranger in the Family: how to cope if your child is gay (1991). London: The Other Way Press. ISBN 0-948982-03-9. (2nd ed., 1996)
- Making Gay Relationships Work (1990). London: The Other Way Press. ISBN 0-948982-02-0.
- The Potts Correspondence and Other Gay Humour (1987). London: The Other Way Press. ISBN 0-948982-01-2.
- How to be a Happy Homosexual (1986). London: The Other Way Press. ISBN 0-948982-00-4. (5th ed., 1999.)